# Chiesa dei Santi Vitale e Bartolomeo
La chiesa dei Santi Vitale e Bartolomeo è la parrocchiale patronale di Migliarino, frazione del comune italiano sparso  di Fiscaglia in provincia di Ferrara. Appartiene al vicariato di San Cassiano nell'arcidiocesi di Ferrara-Comacchio. Il luogo di culto risale al XVI secolo. 

## Storia

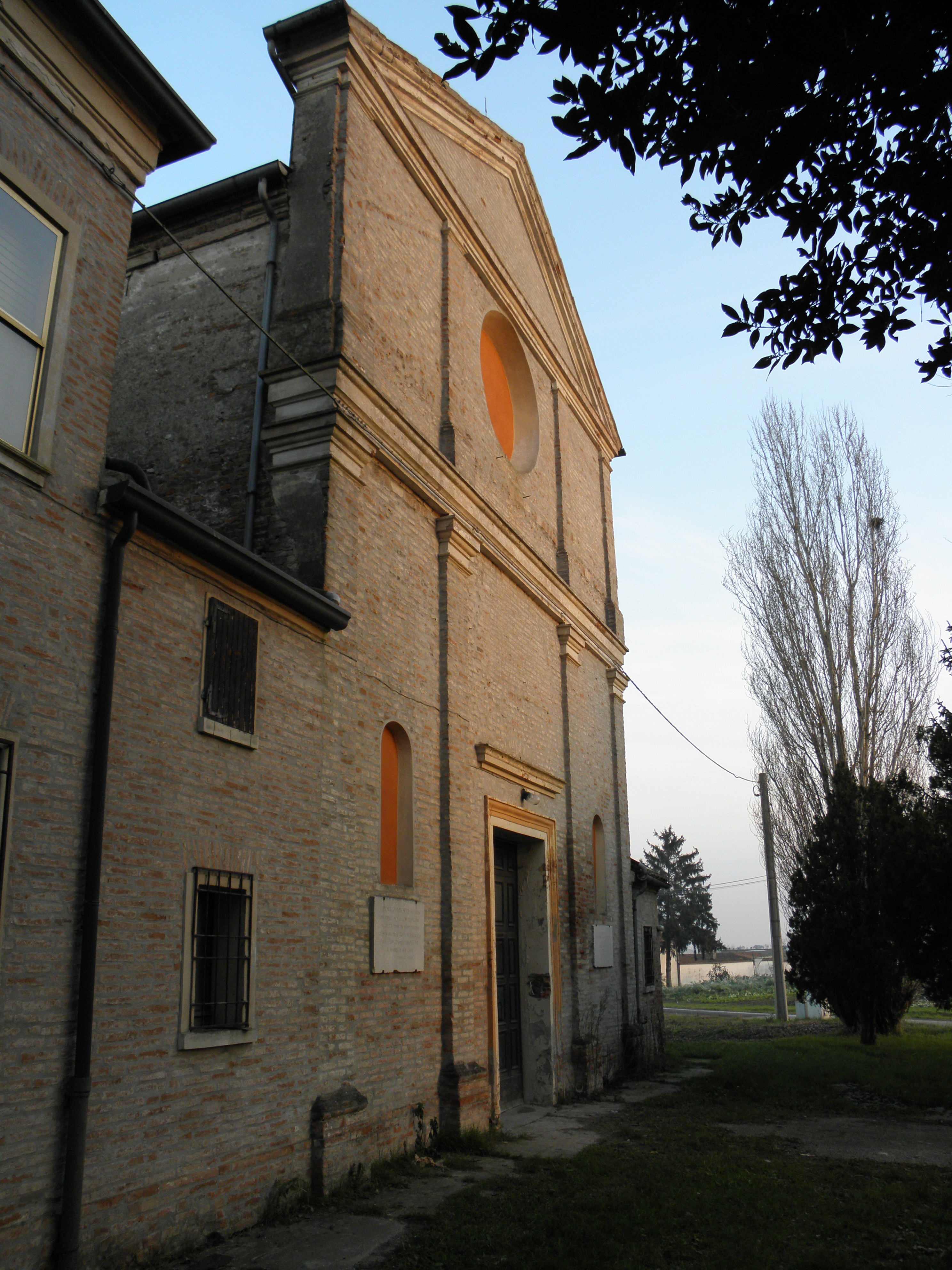
Facciata della chiesa vista lateralmente

Le prime citazioni relative alla pieve che si trovava a Migliarino risalgono al XII secolo, quando la sua giurisdizione ecclesiastica era legata direttamente alla Santa Sede romana e poco dopo, a partire dal 1181, passò alla diocesi di Cervia. Il luogo di culto che ci è pervenuto risale tuttavavia a qualche secolo più tardi, quando venne edificata nel territorio la nuova chiesa con dedicazione a San Vitale Martire e San Bartolomeo Apostolo e dal 1545 ottenne la dignità di plebana matrice. Già nel 1511 intanto era stata cocessa in beneficio al poeta Ludovico Ariosto per volontà di Ippolito d'Este, amministratore apostolico di Ferrara. La chiesa fu oggetto di un importante lavoro di restauro che la porto ad assumere le forme recenti nel 1843 e intanto la giurisdizione ecclesiastica passo all'arcidiocesi di Ravenna-Cervia. In seguito prima entrò nella diocesi di Comacchio, nel 1947, e poi nell'arcidiocesi di Ferrara-Comacchio nel 1986. Gli ultimi lavori sulla facciata vennero realizzati negli anni ottanta del XX secolo.

## Descrizione

### Esterni

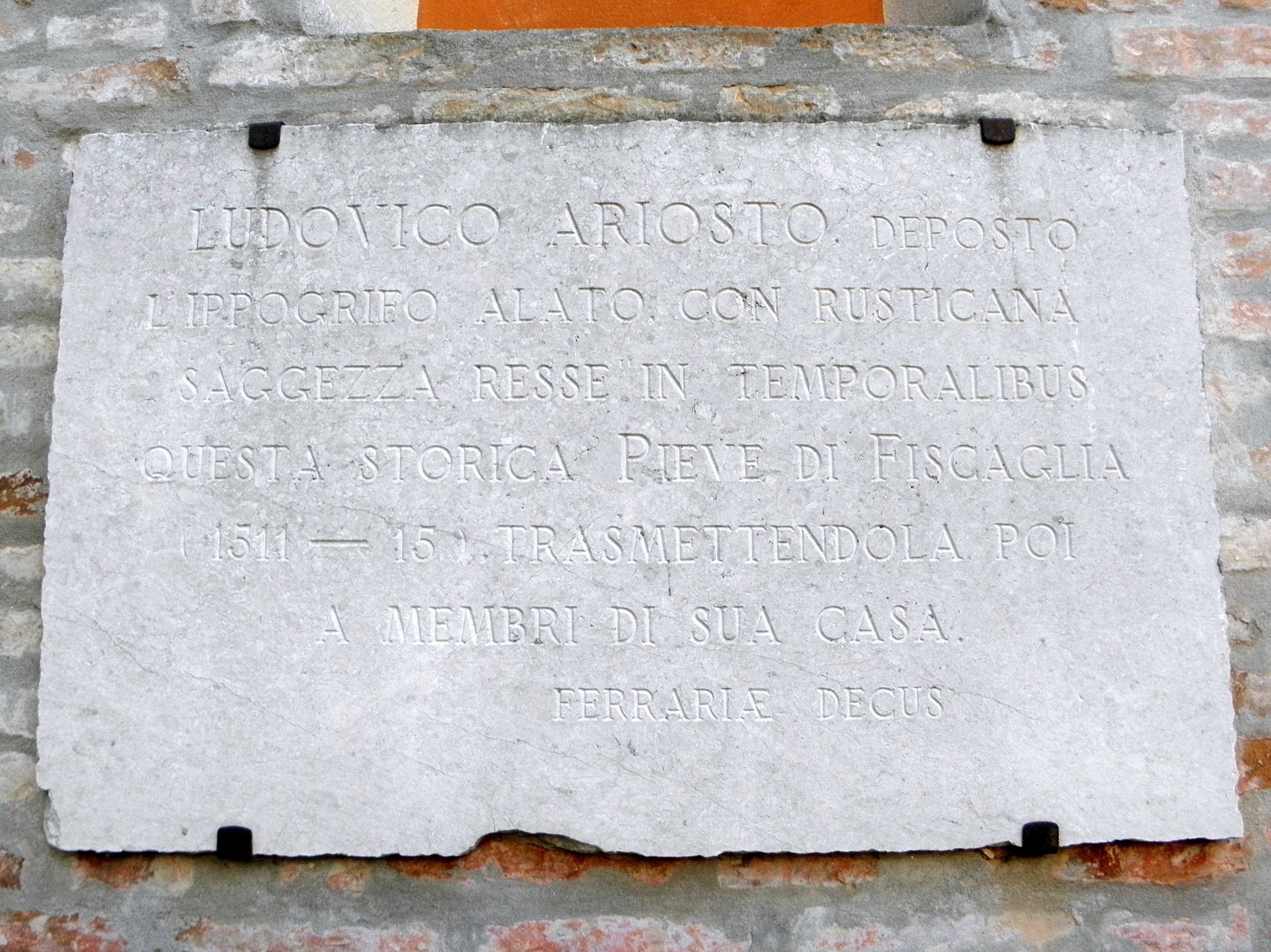
Lapide che ricorda il periodo nel quale la chiesa venne affidata in gestione a Ludovico Ariosto e poi ai discendenti

La chiesa si trova a Migliarino, frazione di Fiscaglia in provincia di Ferrara.	 Posta nelle vicinanze del Po di Volano, leggermente isolata dal centro abitato, appartiene al complesso che comprende, oltre al luogo di culto, la canonica e la torre campanaria. La facciata a capanna neoclassica è rifinita in mattoni di laterizio a vista ed è caratterizzata da lesene che la ripartiscono in tre parti. Il portale di accesso è architravato ed è sormontato in asse dal grande oculo cieco. La facciata si conclude col grande frontone triangolare. La copertura del tetto è in coppi.

### Interni
La navata interna è unica con volta a botte ed ampliata da quattro cappelle latarali. La sala è caratterizzata da lesene tuscaniche. Su ciascuna parete laterale della navata si aprono due cappelle che ospitano gli altari minori e sono coperte da una volta a botte. Si accede al presbiterio leggermente rialzato attraverso l'arco trionfale. Il fonte battesimale si trova nell'area presbiteriale ed è stato mantenuto anche dopo l'adeguamento liturgico realizzato negli anni settanta del XX secolo.